# Faculdade de Ciências Humanas de Pernambuco
A Faculdade de Ciências Humanas de Pernambuco (FCHPE) é uma instituição privada de ensino superior mantida pela SOPECE (Sociedade Pernambucana de Cultura e Ensino Ltda.) com sede em Recife, Pernambuco. Possui cursos de graduação e pós-graduação (especialização).

## História da Instituição e Cursos oferecidos

### Administração
A Sociedade Pernambucana de Cultura e Ensino Ltda. (SOPECE) foi registrada em 14 de abril de 1982, como sociedade sem fins lucrativos, tendo se transformado em sociedade com fins lucrativos em 17 de julho de 1998. Como Instituição de Ensino Superior (IES), a Faculdade de Ciências Humanas de Pernambuco iniciou as suas atividades com a autorização do seu Curso de Administração, bacharelado, através da Portaria nº 95.320, de 02 de dezembro de 1987, publicada no Diário Oficial da União em 03 de dezembro de 1987, com 100 vagas totais, anuais, sendo 50 vagas, no turno diurno e 50 vagas, no turno noturno. Em 1992, o Curso de Administração, bacharelado da IES foi reconhecido pela Portaria nº 1.065 de 13 de julho de 1992, publicada no Diário Oficial da União em 15 de julho de 1992, com 100 vagas totais, anuais, sendo na época, 50 vagas pela manhã e 50 vagas pela noite, de acordo com o Parecer de Reconhecimento nº 314/92, aprovado em 07 de maio de 1992 (Processo de Reconhecimento nº 23023.001602/90-14), cujo relator foi o Conselheiro José Luitgard de Moura Figueiredo.
Entre os anos 1993 a 1996, a IES encaminhou, junto à antiga Delegacia do Ministério da Educação de Pernambuco (DEMEC/PE), solicitação ao Conselho Nacional de Educação (CNE) para a ampliação de 25% (vinte e cinco por cento) das vagas totais, anuais, do Curso de Administração, bacharelado da IES. O pleito foi com base no aumento da demanda de inscrições, existente na época, nos Processos Seletivos (Vestibulares) do Curso de Administração, bacharelado da IES, sendo acolhido pelo CNE. A referida solicitação resultou na ampliação para 125 vagas totais, anuais, no Curso de Administração, bacharelado da IES, sendo as ditas vagas distribuídas da seguinte forma: 50 vagas, no turno diurno e 75 vagas, no turno noturno. Deste período até a presente data, o número de vagas totais, anuais, do Curso, permaneceu inalterado, com 125 vagas totais, anuais, com 50 no turno diurno e 75 no turno noturno.
O Curso de Administração, bacharelado ofereceu vários Cursos de Pós-Graduação em Administração desde o ano de 1996, em nível de especialização, como Gestão Empresarial e em Marketing Estratégico com versão internacional e no ano de 1998 foi implantado o Curso de Especialização em Administração Hospitalar. Em maio de 2012, o Curso de Administração, bacharelado da IES retomou seus Cursos de Pós-Graduação lato sensu oferecendo Gestão Pública. No ano de 2013, o Curso de Administração, bacharelado da IES obteve nova renovação de reconhecimento de Curso, através da Portaria nº 703, de 18 de dezembro de 2013, publicada no Diário Oficial da União de 19 de dezembro de 2013, com 125 vagas, anuais, sendo 50 vagas, no turno diurno e 75 vagas, no turno noturno.

### Direito
No ano de 1996, a Instituição de Ensino Superior implantou o Curso de Direito, bacharelado, de natureza seriada, com duração de 5 (cinco) anos, sendo oferecidas atualmente 120 vagas, anuais, sendo 60 vagas, no turno diurno e 60 vagas, no turno noturno. O Curso de Direito, bacharelado foi autorizado em 04 de janeiro de 1996 pela Portaria do Presidente da República n.º 1.734 e iniciou suas atividades em 26 de março de 1996, sendo reconhecido no ano de 2000, pela Portaria nº 382 de 22 de março de 2000, publicada no Diário Oficial da União de 24 de março de 2000. Em abril de 2011, o Curso de Direito, bacharelado da IES implantou a Pós-Graduação lato sensu na área. No ano de 2013, o Curso de Direito, bacharelado da IES obteve a sua renovação de reconhecimento de Curso, através da Portaria nº 608, de 19 de novembro de 2013, publicada no Diário Oficial da União de 20 de novembro de 2013, com 120 vagas, anuais, sendo 60 vagas, no turno diurno e 60 vagas, no turno noturno.

### Ciências Contábeis
O Curso de Ciências Contábeis, bacharelado foi autorizado em 1998, pela Portaria n.º 221, de 06.03.98, DOU, de 10.03.98, iniciou suas atividades no ano de 1999, com 80 vagas, anuais, 40 vagas, no turno diurno e 40 vagas, no turno noturno. O Curso de Ciências Contábeis, bacharelado da IES deu entrada, no dia 20 de janeiro de 2003, ao Processo nº 2003.1000690, SIDOC 23000.001373/2003-54, solicitando o pedido de reconhecimento do seu Curso de Ciências Contábeis, bacharelado. Em dezembro de 2003, a IES recebeu in loco a Comissão de Avaliação do Curso e em janeiro de 2004, o MEC disponibilizou o relatório da Comissão de Avaliação de Condições de Ensino do INEP, objetivando seu reconhecimento, obtendo os seguintes conceitos na
avaliação do INEP: “Conceito Bom (CB)”, “Conceito Bom (CB)” e “Conceito Muito Bom (CMB)”, nos indicadores Corpo Docente, Organização Didático-Pedagógica e Instalações, respectivamente. Em dezembro de 2004, o Curso de Ciências Contábeis, bacharelado da IES foi reconhecido pela Portaria n.º 4.091 de 13 de dezembro de 2004, publicada no Diário Oficial da União de 14 de dezembro de 2004, com 80 vagas, anuais, todas no turno noturno. No ano de 2011, o Curso de Ciências Contábeis, bacharelado da IES obteve a sua renovação de reconhecimento de Curso, através da Portaria nº 312, de 02 de agosto de 2011, publicada no Diário Oficial da União de 04 de agosto de 2011, com 80 vagas, anuais, todas no turno noturno.

## Estrutura
Em cada curso da Instituição há as seguintes Coordenações: Coordenações de Cursos, Coordenações de Estágios, Coordenações de Pesquisa, Produção Científica e Extensão, Coordenações de Monografia e Coordenações de Orientação Administrativa, Pedagógica e Profissional, com baias ou salas, computadores e impressora em rede a disposição dos seus Coordenadores.
Atualmente, as estruturas dos Cursos da Instituição, todos bacharelados estão organizadas obedecendo ao sistema seriado anual, com duração de quatro anos para os Cursos de Administração e de Ciências Contábeis e de cinco anos, para o Curso de Direito, todos em funcionamento, presenciais e oferecidos na Sede da Instituição, na Av. João de Barros, 561, Boa Vista, Recife/PE.
A mudança para a nova matriz curricular para 4 (quatro) anos nos Cursos de Administração e de Ciências Contábeis, no ano de 2003, deveu-se a nova orientação pedagógica de integralização destes Cursos observada junto ao MEC e, consequentemente, para se adaptar a realidade do mercado local. Dentro deste contexto, para se adaptar a realidade do mercado local, os três Cursos de bacharelado da Instituição deverão promover um amplo debate junto as suas comunidades acadêmicas, para definir os seus respectivos regimes acadêmicos, mantendo ou modificando o atual regime seriado anual para seriado semestral.
Os Cursos de Graduação da IES atuaram junto às comunidades do Córrego da Areia, Córrego do Boleiro, Córrego do Inácio e Córrego da Josélia, executando atividades como: cursos, palestras, feiras, etc., e também atuou junto a Comunidade de Santo Amaro, no Bairro da Boa Vista, através de Convênio de cooperação técnica com o Governo de Pernambuco para a realização de procedimentos de mediação comunitária, com foco nas comunidades de baixa renda, supervisionado pelo Núcleo de Prática Jurídica – NPJ. Em substituição ao convênio de cooperação técnica entre a IES e o Governo do Estado de Pernambuco através da Secretaria Executiva de Justiça e Direitos Humanos (SEJUDH) foi firmado, em 29 de março de 2011, Convênio com a Câmara de Conciliação e Arbitragem nas Relações Comerciais e Consumo (CCONAR) para implementação do Centro de Mediação e Arbitragem na SOPECE objetivando a resolução alternativa de conflitos, incluindo arbitragem, mediação, negociação e conciliação, sob a supervisão do Núcleo de Prática Jurídica (NPJ). Em permuta ao Convênio com o CCONAR, a IES firmou Convênio, em 01 de julho de 2013, com a Secretaria de Desenvolvimento Social e Direitos Humanos (SEDSDH) tendo como órgão executor a Coordenadoria Estadual de Proteção e Defesa do Consumidor (PROCON/PE), supervisionado pelo Núcleo de Prática Jurídica – NPJ.
Atualmente os Cursos da IES atuam também em parceria com a Federação das Indústrias do Estado de Pernambuco (FIEPE), através do projeto “Nossa Escola”, desenvolvendo trabalhos na área de extensão de Educação, de Direitos Humanos e de Tecnologia (inclusão digital), além de Convênio com o Projeto Criança Cidadã para implementação de auxílio à biblioteca do Projeto Vila proporcionando um efetivo envolvimento de seus docentes e discentes com a comunidade, por meio de programas de assessoria, atividades de formação continuada e eventos extracurriculares periódicos.